# Droits d'auteurs (émission de télévision)
 (novembre 2022).
Si vous disposez d'ouvrages ou d'articles de référence ou si vous connaissez des sites web de qualité traitant du thème abordé ici, merci de compléter l'article en donnant les références utiles à sa vérifiabilité et en les liant à la section « Notes et références ».
Droits d'auteurs est une émission télévisée littéraire présentée par Frédéric Ferney, diffusée de 1996 à 2003 sur la chaîne La Cinquième puis France 5. Frédéric Ferney invite les téléspectateurs à découvrir l'actualité littéraire en compagnie d'écrivains français et étrangers, célèbres ou encore inconnus du public.
Lors de la première émission du 11 février 1996, les trois écrivains invités sont Agnès Desarthe, Sylvie Germain et Patrick Grainville et les invités sont Martine Aubry, Sabine Haudepin et Rose-Marie Van Lerberghe.
Droits d'auteurs a été remplacée en septembre 2003 par Le Bateau livre, également présenté par Frédéric Ferney. Depuis septembre 2024, l'émission est reprise sur C8, avec Valérie Bénaïm à l'animation.